# Torhousekie
Der leicht ovale Steinkreis von Torhousekie (auch Torhouse) liegt nahe der B733 etwa 5,5 km westlich von Wigtown auf der Halbinsel The Machars in der schottischen Council Area Dumfries and Galloway. Der Kreis steht auf einem künstlichen Hügel aus Erde und Steinen.
Die Anlage ist als Scheduled Monument geschützt.

## Beschreibung
Der 21,4 × 20 m messende Kreis besteht aus 19 Steinen mit Höhen zwischen 0,6 und 1,4 m. Der höchste Stein steht im Südosten. Torhousekie stellt mit seinen drei mittig liegenden Steinen eine Abart der primär in Aberdeenshire verbreiteten Steinkreise dar. Aubrey Burl sieht ihn als Bindeglied zwischen den Kreisen im Südwesten Irlands und im Nordosten Schottlands. 
Südlich des Kreises steht ein 1,45 m hoher Menhir (Torhousekie West) und im Osten steht, etwas über 125 m entfernt, eine Steinreihe, (Torhousekie East) bestehend aus drei Steinen. 